# Gusendos de los Oteros (kommun)
Gusendos de los Oteros är en kommun i Spanien.   Den ligger i provinsen Provincia de León och regionen Kastilien och Leon, i den norra delen av landet, 260 km nordväst om huvudstaden Madrid. Antalet invånare är 142. Arean är 24,7 kvadratkilometer. Gusendos de los Oteros gränsar till Santas Martas, Matadeón de los Oteros, Pajares de los Oteros och Corbillos de los Oteros. 
Terrängen i Gusendos de los Oteros är platt.